# Antonio Velázquez
Antonio Velázquez Bautista (Granada, 6 dicembre 1981) è un attore spagnolo che lavora in campo cinematografico, teatrale e televisivo.

## Biografia
Nato a Granada è però cresciuto in una fattoria nel villaggio Pinos del Valle in provincia di Granada (comunità autonoma dell'Andalusia). Ha studiato all'Instituto de Educación Secundaria Alonso Cano, a Dúrcal, e all'Instituto de Educación Secundaria, a Granada. Stava iniziando gli studi per sottoufficiali al politecnico, quando viene notato da Carlos Miranda che diventa il suo tutor. A 17 anni si trasferisce a Madrid per studiare recitazione. I suoi studi lo portano nel 2001 a lavorare come apprendista presso la Compagnia di Teatro Nuovo di Torino.
Terminati gli studi affronta una percorso teatrale che lo vede recitare in diverse opere come Fidelio, La donna senz'ombra, Don Carlo e I dialoghi delle Carmelitane. In campo televisivo ha debuttato nella serie televisiva SMS, sin miedo a soñar e si è fatto conoscere grazie ai ruoli nelle serie televisive Sin tetas no hay paraíso e Tierra de Lobos - L'amore e il coraggio.
Al cinema ha recitato in Tengo ganas de ti, remake spagnolo di Ho voglia di te, nel film a tematica gay Cuatro lunas e nella commedia Mi gran noche di Álex de la Iglesia.

## Filmografia

### Cinema
- Seis puntos sobre Emma, regia di Roberto Pérez Toledo (2011)
- Tengo ganas de ti, regia di Fernando González Molina (2012)
- Cuatro lunas, regia di Sergio Tovar Velarde (2014)
- Mi gran noche, regia di Álex de la Iglesia (2015)
- El asesino de los caprichos, regia di Gerardo Herrero (2019)
- Los Rodríguez y el más allá, regia di Paco Arango (2019)

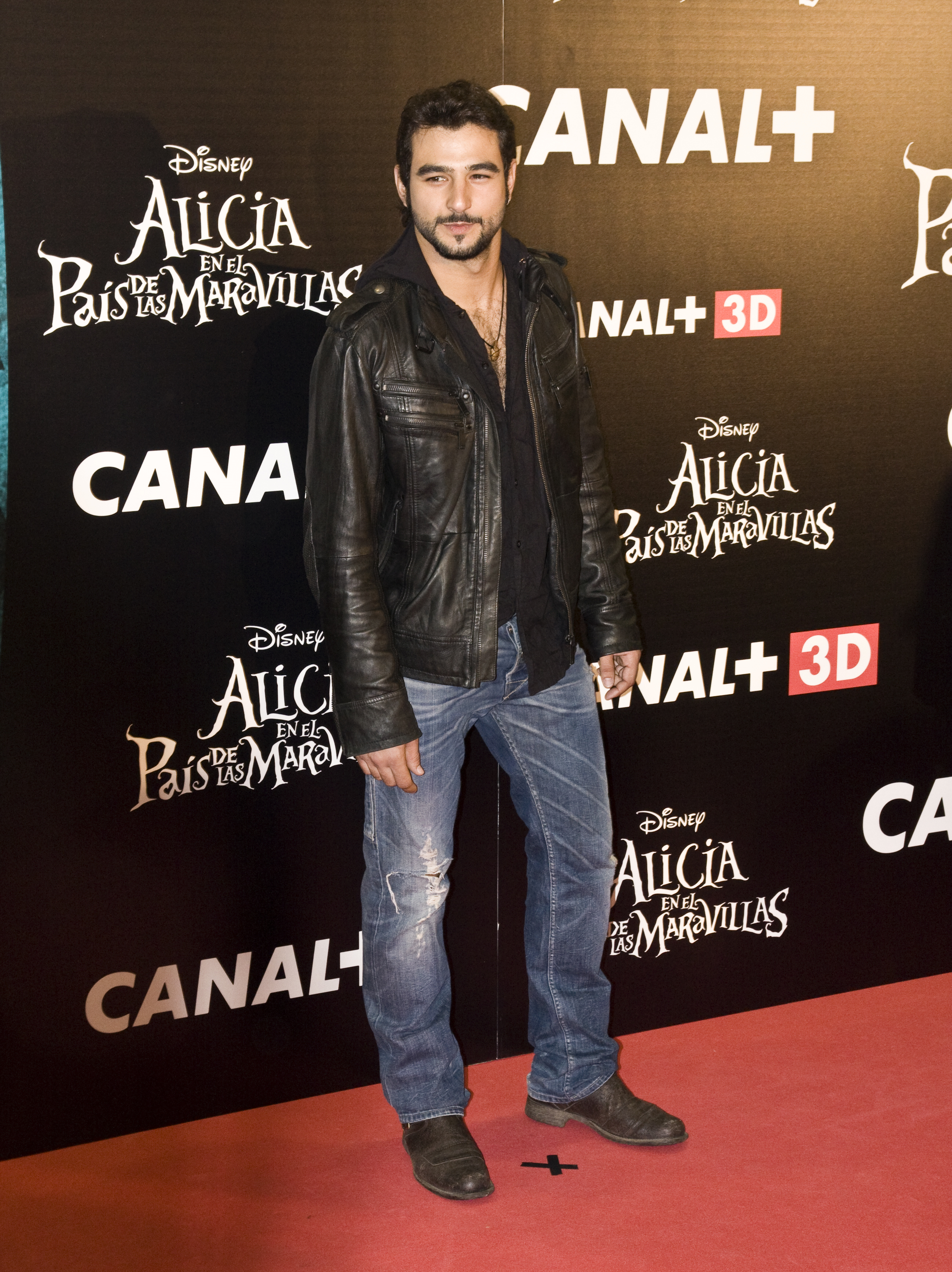
Antonio Velázquez nel 2010

### Televisione
- SMS, sin miedo a soñar – serie TV, 6 episodi (2006)
- Cuenta atrás – serie TV, 1 episodio (2008)
- La que se avecina – serie TV, 1 episodio (2008)
- ¡A ver si llego! – serie TV, 7 episodi (2009)
- Chica busca chica  (2008-2009)
- Paquirri – miniserie TV, 2 episodi (2009)
- Sin tetas no hay paraíso – serie TV, 15 episodi (2009)
- Alakrana – miniserie TV, 2 episodi (2009)
- Tierra de Lobos - L'amore e il coraggio (Tierra de Lobos) – serie TV, 42 episodi (2010-2014)
- Hermanos – serie TV, 6 episodi (2014)
- Los nuestros – miniserie TV, 3 episodi (2015)
- El ministerio del tiempo – serie TV, 1 episodio (2016)
- Buscando el norte – serie TV, 8 episodi (2016)
- El final del camino – serie TV, 8 episodi (2017)
- Le ragazze del centralino (Las chicas del cable) – serie TV, 22 episodi (2017-2020)
- Traición – serie TV, 9 episodi (2017-2018)
- La promessa (La promesa) – soap opera (2023)